# Versorium

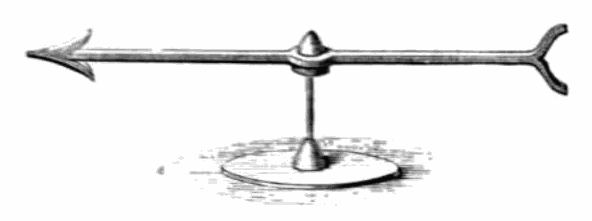
Tekening van een versorium.

Een versorium (van het Latijn: versare, heen en weer draaien) is een klein toestel dat werd ontwikkeld om statische elektriciteit waar te nemen. Het werd in 1600 ontworpen door de Engelse arts en natuurfilosoof William Gilbert ( 1544-1603 ) en is hiermee het oudste bekende elektrische apparaat. Het versorium is een voorbeeld van een primitieve elektroscoop.

## Werking
Het instrument bestaat eenvoudig uit een naald van een willekeurig metaal die balanceert op de pin van een klein statief. In tegenstelling tot bij een kompas is de naald van het versorium niet gemagnetiseerd. Statisch geladen objecten in de buurt van de naald induceren een ladingsverschuiving in de naald en brengen de naald in beweging. Gilbert kon hiermee de aantrekkingskracht van verschillende materialen vergelijken en hiermee bepalen of de objecten al elektrisch waren geladen en geleider of isolator waren. 